# Norops biporcatus
El anolis verde arborícola (Norops biporcatus) es una especie de lagarto anoles perteneciente a la familia Dactyloidae.

## Distribución
Se encuentra en México (Yucatán, Chiapas, Campeche, Quintana Roo, Nayarit), Guatemala, Belice, El Salvador, Honduras, Nicaragua, Costa Rica, Panamá, Colombia (Santa Marta, Barranquilla, Sucre, Cartagena,Isla Gorgona, La Guajira), Ecuador y Venezuela (Táchira, Mérida) a una altura de 120 metros.

## Subespecies
- Norops biporcatus parvauritus (WILLIAMS, 1966)
- Norops biporcatus biporcatus (WIEGMANN, 1834)